# Boekingagent
Een boekingagent (booking agent of loading agent) is een agent aangesteld door de rederij van een lijndienst om lading te verzamelen en om vrachtbetalingen te innen.
De persoon die handelt namens een reder, de zorg voor het laden en documentair werk in verband met de verzending van een vaartuig. De boekingagenten adverteren de afvaartdata van de schepen in gespecialiseerde bladen. Ze controleren soms de stuwing van de goederen alhoewel ze hiervoor geen enkele verantwoordelijkheid aanvaarden (ten opzichte van de eigenaar van het schip). Voor hun tussenkomst, ontvangen zij over het algemeen een percentage op de vracht. Boekingagenten zijn gewoonlijk bevoegd om bevrachtingsovereenkomst aan te gaan voor rekening van hun principalen. Ze kunnen ook connossementen uitgeven en tekenen maar in dat geval is hun verantwoordelijkheid beperkt.